# Láng Le – Bàu Cò
Láng Le – Bàu Cò là một khu di tích lịch sử tại xã Tân Nhựt, huyện Bình Chánh, Thành phố Hồ Chí Minh.

## Lịch sử
Nơi đây xưa là đồng bưng rộng lớn, lau sậy mọc um tùm, thuộc khu căn cứ Vườn Thơm - Bà Vụ (huyện Trung Huyện, tỉnh Chợ Lớn), nằm ở cửa ngõ phía tây nam Sài Gòn - Chợ Lớn. Ngày 15 tháng 4 năm 1948, thực dân Pháp đã đưa 3.000 quân tinh nhuệ với nhiều phương tiện, vũ khí hiện đại đồng loạt tấn công khu vực Láng Le – Bàu Cò nhằm tiêu diệt căn cứ Vườn Thơm. Trong khi đó, lực lượng vũ trang cách mạng tại Láng Le – Bàu Cò bấy giờ trang bị thô sơ, lực lượng nhỏ, chỉ có 4 đại đội của Trung đoàn 308, Trung đoàn Phạm Hồng Thái, Quốc vệ đội... nhưng có lợi thế về địa hình, được sự giúp đỡ của người dân địa phương. Sau hơn nửa ngày chiến đấu, từ thế bị bao vây, lực lượng vũ trang đã chuyển sang chủ động tấn công và cùng với người dân rút vào rừng tràm Bà Vụ an toàn. Trong trận Láng Le – Bàu Cò, quân Pháp đã bị thương vong khoảng 300 người.
Vào ngày 14 tháng 10 năm 1966, cũng tại vùng đất Láng Le, một Tiểu đoàn Biệt động quân Việt Nam Cộng hòa đã bị bộ đội Tiểu đoàn 6 Bình Tân và dân quân du kích tiêu diệt.
Năm 1988, Huyện ủy Bình Chánh đã quyết định xây dựng khu di tích lịch sử tại ấp 1, xã Tân Nhựt. Ngày 5 tháng 8 năm 2003, khu di tích lịch sử Láng Le – Bàu Cò được UBND TP HCM công nhận là Di tích lịch sử cấp Thành phố trong nước.